# Assyr Abdulle
Assyr Abdulle, né le 19 janvier 1971 à Genève et mort le 1er septembre 2021, est un mathématicien suisse spécialisé dans les mathématiques numériques.

## Formation et carrière
Assyr Abdulle naît à Genève.
Il obtient son doctorat en mathématiques sous la direction de Gerhard Wanner et Ernst Hairer à l'Université de Genève en 2001 avec une thèse intitulée Méthodes de Chebyshev basées sur des polynômes orthogonaux. Il est également diplômé en violon et musique du Conservatoire de musique de Genève (1993). En 2001/02, il est post-doctorant à l'Université de Princeton et en 2002/03 au Computational Laboratory (Colab) de l'École polytechnique fédérale de Zurich. En 2003, il devient professeur assistant à l’Université de Bâle et, en 2007, Lecturer puis professeur associé à l’Université d'Édimbourg. Il a été professeur ordinaire de mathématiques à l'École polytechnique fédérale de Lausanne (EPFL), où il a dirigé la chaire d'Analyse Numérique et de Mathématiques Computationnelles. À l'EPFL, il a été le directeur-fondateur du master en sciences computationnelles , directeur de l'Institut Mathicse en 2016 et directeur-fondateur de l'Institut de Mathématiques en 2017.

## Travaux
Il s'intéresse à la modélisation et à la simulation numérique de processus physiques multi-échelles avec des applications en biologie, chimie, science des matériaux, géologie et médecine
,.
Ses intérêts de recherche concernent les méthodes numériques pour les équations ordinaires et aux dérivées partielles multi-échelles, les méthodes d'homogénéisation numériques et de réduction de modèles, les problèmes Bayésiens inverses ainsi que les méthodes numériques pour les systèmes dynamiques stochastiques. Il a notamment contribué à développer les méthodes multi-échelles hétérogènes (HMM) 
,
a développé des méthodes numériques pour des problèmes stochastiques multi-échelles et ergodiques
,,
et a introduit les méthodes Runge-Kutta-Chebyshev orthogonales (ROCK) 

pour les systèmes d'équations différentielles raides qui ont depuis lors été généralisées à des systèmes stochastiques multi-échelles
,.

## Prix et distinctions
En 2005 il obtient le "New Talent Award" 
lors de l'édition 2005 de la série de conférences internationales biennales SciCADE centrées sur les méthodes numériques pour les équations différentielles ordinaires ou aux dérivées partielles ainsi que les équations différentielles stochastiques.
En 2007 il obtient un EPSRC Advanced Research Fellowship du conseil britannique de la recherche en ingénierie et en sciences physiques (EPSRC).
En 2009, il est lauréat du prix James-Wilkinson, en analyse numérique et calcul scientifique, décernée par la Society for Industrial and Applied Mathematics pour "ses contributions exceptionnelles à un large éventail de domaines des mathématiques appliquées" .
En 2013 il est lauréat du prix Germund Dahlquist , pour "ses contributions à l'analyse numérique des équations différentielles raides, au développement de méthodes numériques pour des équations aux dérivées partielles et des équations différentielles stochastiques multi-échelles ainsi que pour le développement de codes numériques pour des applications en chimie et biologie" .